# پونیسیک اسید
پونیسیک اسید (به انگلیسی: Punicic acid) با فرمول شیمیایی C18H30O2 یک ترکیب شیمیایی است. 